# Севдалин Маринов
Севдалин Маринов (11 червня 1968) — болгарський важкоатлет.
Олімпійський чемпіон 1988 року в категорії до 52 кг.
Переможець Ігор Співдружності 1994 64kg Total року, срібний призер 1994 64kg Snatch, 1994 64kg Clean and Jerk років.
Чемпіон світу 1985 (до 52 кг), 1986 (до 52 кг), 1987 (до 52 кг) років.
Чемпіон Європи 1985 (до 52 кг), 1986 (до 52 кг), 1987 (до 52 кг), 1988 (до 52 кг), 1990 (до 56 кг) років, срібний призер 1989 року в категорії до 56 кг.
```
 Gold: ['N 1987', 'N 1987', 'N 1988', 'N 1989', 'N 1988', 'N 1986']
 Silver: ['N 1988', 'N 1985', 'N 1978']
 Bronze: ['N 1985']
```